# Verdrag van Kortrijk

De grens tussen het Verenigd Koninkrijk der Nederlanden en Frankrijk zoals vastgelegd in het Verdrag van Kortrijk.

Het Verdrag van Kortrijk werd op 28 maart 1820 ondertekend in het stadhuis van Kortrijk. Met dit verdrag werd de grens vastgelegd tussen Frankrijk en het Verenigd Koninkrijk der Nederlanden. De ondertekening gebeurde door de gevolmachtigden van Willem I en Lodewijk XVIII. Op enkele kleine correcties na komt deze grens nog steeds overeen met de landsgrens tussen België en Frankrijk en Luxemburg en Frankrijk.